# Aurskog-Hølands kommun
Aurskog-Hølands kommun (norska: Aurskog-Høland kommune) är en kommun i landskapet Romerike i Akershus fylke i sydöstra Norge. Kommunens centralort är tätorten Bjørkelangen.
Aurskog-Hølands kommun gränsar till Lillestrøms kommun i väster, Nes kommun i norr, Eidskogs kommun i Innlandet fylke samt Eda och Årjängs kommuner i Värmlands län i Sverige i öster samt Markers och Indre Østfolds kommuner i Østfold fylke i söder. Kommunen är därmed den enda kommunen i Norge som gränsar mot två grannfylken och en annan stat.

## Administrativ historik
Både Aurskogs kommun och Hølands kommun var självständiga administrativa enheter från 1837. Aurskogs kommun delades 1 juli 1919 då Blakers kommun skildes ut som egen kommun. Aurskogs kommun hade 3 102 invånare efter delningen.
Hølands kommun delades den 1 januari 1905 då Setskogs kommun skildes ut som egen kommun. Hølands kommun hade 4 928 invånare efter delningen. 1 juli 1924 delades kommunen igen då Søndre och Nordre Høland skapades som självständiga kommuner. Søndre Hølands kommun hade 2 106 invånare, Nordre Hølands kommun 3 188.
Den 1 januari 1966 bilades Aurskog-Hølands kommun genom att Aurskogs, Nordre Hølands, Søndre Hølands och Setskogs kommuner slogs samman till Aurskog-Hølands kommun.
Invånarantalet i delkommunerna var vid sammanslagningen:
- Aurskogs kommun: 3 129
- Nordre Hølands kommun: 4 261
- Setskogs kommun: 811
- Søndre Hølands kommun: 2 173

Den 1 januari 2020 bildades dagens kommun genom att Rømskogs kommun i Østfold fylke slogs ihop med Aurskog-Hølands kommun.

## Kommunvapen
Blasonering: I blått en opprett sølv tømmersaks.
(I blått fält en timmersax av silver.)
Kommunvapnet godkändes ursprungligen som kommunvapen för dåvarande Rømskogs kommun genom kunglig resolution den 22 juli 1983. Efter att Rømskogs kommun gått upp i Aurskog-Hølands kommun den 1 januari 2020 valdes detta vapen som kommunvapen för den nya storkommunen. Rømskog var den mest utpräglade skogskommunen i Østfold fylke och motivet med en timmersax valdes som ett passande uttryck för det. Den blå färgen skulle indikera att kommunen har många insjöar och vattendrag. Detsamma gäller även för nuvarande Aurskog-Hølands kommun som även den är en utpräglad skogskommun med många sjöar och vattendrag.
Det gamla kommunvapnet som kommunen använde innan 2020 är från 1983 och föreställer en kräfta, något det också finns gott om i kommunen.

Aurskog-Hølands gamla kommunvapen från 1983.

## Geografi
Stora delar av kommunen är täckt med skog men det finns också odlingsbara områden. Floderna Haldenvassdraget och Hølandselva rinner genom kommunen. Bjørkelangen är en av kommunens insjöar. Oslo ligger ungefär en timmes resa västerut.

## Ekonomi
De viktigaste näringsgrenarna i kommunen är jordbruk, skogsbruk och lokal industri inom plast. Utvinning av torv är betydande i kommunen tack vare stora lättillgängliga myrar. Småbåtsmärket Pioner produceras i kommunen.

## Tätorter
I Aurskog-Hølands kommun finns fem tätorter:
- Aursmoen
- Bjørkelangen (centralort)
- Hemnes
- Løken
- Momoen

Orten Setskog har tidigare räknats som en tätort men uppfyller inte längre kriterierna.

## Socknar
Inom Norska kyrkan är Aurskog-Hølands kommun indelad i sex socknar:
- Aurskogs socken
- Bjørkelangens socken
- Løkens socken
- Rømskogs socken
- Setskogs socken
- Søndre Hølands socken

Socknarna ingår i Østre Borgesyssels prosteri i Borgs stift.

## Vänorter/kommuner
- Frederikssunds kommun
- Kumla kommun
- Sibbo